# Rhinolophus nereis
Rhinolophus nereis — вид рукокрилих родини Підковикові (Rhinolophidae).

## Поширення
Країни поширення: Індонезія. Зустрічається на острові Сіантан з архіпелагу Анамбас та на півночі островів Бунгуран. Немає даних по екології цього виду.

## Загрози та охорона
Загрози для цього виду не відомі. Поки не відомо, чи вид присутній в будь-якій з охоронних територій.